# بهیار (فیلم ۱۹۸۲)
بهیار (ایتالیایی: Il paramedico) یک فیلم کمدی ایتالیایی است که در سال ۱۹۸۲ منتشر شد.

## بازیگران
- انریکو مونتسانو
- ادویژ فنش
- دانیلا پوجی
- روسانو براتسی
- مارکو مسری
- لئو گولوتا
- انتسو روبوتی
- انتسو کاناواله
- انتسو لیبرتی
- فرانکو دیوجنه
- کارلو مونی
- مائورو دی فرانچسکو
- ماریا تدسکی
- کلاریتا گاتو